# Абдулкадир Абдуллаєв
Абдулкадир Абдуллаєв (азерб. Abdulqədir Abdullayev; 17 липня 1988, Акуша, Дагестанська АРСР) — азербайджанський боксер, призер чемпіонату світу та чемпіон Європейських ігор 2015.

## Аматорська кар'єра
Впродовж 2011—2016 років Абдулкадир Абдуллаєв входив до складу напівпрофесійної боксерської команди «Вогні Баку».
2015 року на Європейських іграх, здобувши три перемоги, вийшов у фінал і після відмови від бою Геворга Манукяна (Україна) без бою став чемпіоном.
На чемпіонаті світу 2015 здобув дві перемоги, а у півфіналі програв Ерісланді Савону (Куба) — 0-3 і отримав бронзову медаль.
На Олімпійських іграх 2016 переміг у першому бою Поль Омба-Біонголо (Франція) — TKO, а у другому бою програв Рустаму Тулаганову (Узбекистан) —0-3.
На чемпіонаті Європи 2017 програв у другому бою Чивону Кларку (Англія).